# Torneo femenino de hockey sobre hierba en los Juegos Olímpicos de París 2024
El torneo femenino de hockey sobre hierba en los Juegos Olímpicos de París 2024 se realizó en el Estadio Olímpico Yves-du-Manoir de Colombes del 27 de julio al 9 de agosto del año 2024.

## Clasificación
| Competición                        | Fecha                                   | Sede                          | Plazas | Equipos clasificados          |
| ---------------------------------- | --------------------------------------- | ----------------------------- | ------ | ----------------------------- |
| País anfitrión                     | –                                       | –                             | 1      | Francia                       |
| Copa de Oceanía                    | 10 – 13 de abril de 2023                | Whangarei ( Nueva Zelanda)    | 1      | Australia                     |
| Campeonato Europeo                 | 18 – 26 de agosto de 2023               | Mönchengladbach · ( Alemania) | 1      | Países Bajos                  |
| Juegos Asiáticos                   | 24 de septiembre – 7 de octubre de 2023 | Hangzhou ( China)             | 1      | China                         |
| Juegos Panamericanos               | 26 de octubre – 4 de noviembre de 2023  | Santiago · ( Chile)           | 1      | Argentina                     |
| Torneo de clasificación de África  | 29 de octubre – 5 de noviembre de 2023  | Pretoria ( Sudáfrica)         | 1      | Sudáfrica                     |
| Torneo de clasificación olímpica 1 | 13 – 20 de enero de 2024                | Ranchi ( India)               | 3      | Alemania Estados Unidos Japón |
| Torneo de clasificación olímpica 2 | 13 – 20 de enero de 2024                | Valencia · ( España)          | 3      | Bélgica España Reino Unido    |
| TOTAL                              |                                         |                               | 12     | 12                            |

1. ↑  Selecciones participantes:  Alemania,  Chile,  Estados Unidos,  India,  Italia,  Japón,  Nueva Zelanda y  República Checa.
2. ↑  Selecciones participantes:  Bélgica,  Canadá,  Corea del Sur,  España,  Irlanda,  Malasia,  Reino Unido y  Ucrania.

## Árbitras
El 12 de septiembre de 2023, 14
árbitras fueron elegidas por la FIH.
| - Irene Presenqui - Aleisha Neumann - Laurine Delforge - Liu Xiaoying - Hannah Harrison - Rachel Williams - Sarah Wilson | - Alison Keogh - Emi Yamada - Amber Church - Cookie Tan - Annelize Rostron - Wanri Venter - Ayanna McClean |

## Calendario de competición
| G | Fase de grupos | ¼ | Cuartos de final | ½ | Semifinales | B | Partido por medalla de bronce | F | Final por medalla de oro |

| Sáb 27 | Dom 28 | Lun 29 | Mar 30 | Mié 31 | Jue 1 | Vie 2 | Sáb 3 | Dom 4 | Lun 5 | Mar 6 | Mié 7 | Jue 8 | Vie 9 | Vie 9 |
| ------ | ------ | ------ | ------ | ------ | ----- | ----- | ----- | ----- | ----- | ----- | ----- | ----- | ----- | ----- |
| G      | G      | G      |        | G      | G     | G     | G     |       | ¼     |       | ½     |       | B     | F     |

## Fase de grupos
Los sorteos fueron anunciados el 22 de enero de 2024. El calendario de partidos fue anunciado el 6 de marzo de 2024.
Todas las horas son locales (UTC+2).

### Grupo A
| Pos. | Equipo       | Pts. | PJ | G | E | P | GF | GC | Dif. | Clasificación    |
| ---- | ------------ | ---- | -- | - | - | - | -- | -- | ---- | ---------------- |
| 1    | Países Bajos | 15   | 5  | 5 | 0 | 0 | 19 | 5  | +14  | Cuartos de final |
| 2    | Bélgica      | 12   | 5  | 4 | 0 | 1 | 13 | 4  | +9   | Cuartos de final |
| 3    | Alemania     | 9    | 5  | 3 | 0 | 2 | 12 | 7  | +5   | Cuartos de final |
| 4    | China        | 6    | 5  | 2 | 0 | 3 | 15 | 10 | +5   | Cuartos de final |
| 5    | Japón        | 3    | 5  | 1 | 0 | 4 | 2  | 15 | −13  |                  |
| 6    | Francia (H)  | 0    | 5  | 0 | 0 | 5 | 4  | 24 | −20  |                  |

 Fuente: FIH
Criterios de clasificación: 1) puntos; 2) partidos ganados; 3) diferencia de goles; 4) goles a favor; 5) resultado cara a cara; 6) tiros de campo marcados.
| 27 de julio, 20:15 | Países Bajos                                     | 6 - 2             | Francia                      | Pitch 2, Estadio Yves-du-Manoir, Colombes |                                       |
|                    | Matla 29' · Jansen 32', 35', 45', 48' · Burg 50' | [Reporte Reporte] | Lhopital 35' · Le Nindre 46' | Árbitro(s): Ayanna McClean Cookie Tan     | Árbitro(s): Ayanna McClean Cookie Tan |

| 28 de julio, 10:00 | Bélgica                         | 2 - 1             | China        | Pitch 1, Estadio Yves-du-Manoir, Colombes |                                          |
|                    | Ballenghien 23' · Englebert 55' | [Reporte Reporte] | Chen Ya. 46' | Árbitro(s): Hannah Harrison Amber Church  | Árbitro(s): Hannah Harrison Amber Church |

| 28 de julio, 10:30 | Alemania                     | 2 - 0             | Japón | Pitch 2, Estadio Yves-du-Manoir, Colombes |                                       |
|                    | Stapenhorst 12' · Lorenz 56' | [Reporte Reporte] |       | Árbitro(s): Alison Keogh Sarah Wilson     | Árbitro(s): Alison Keogh Sarah Wilson |

| 29 de julio, 10:30 | Japón | 0 - 5             | China                                     | Pitch 2, Estadio Yves-du-Manoir, Colombes |                                           |
|                    |       | [Reporte Reporte] | Zhong 16' · Li 19' · Ma 23' · Gu 24', 55' | Árbitro(s): Annelize Rostron Wanri Venter | Árbitro(s): Annelize Rostron Wanri Venter |

| 29 de julio, 19:45 | Alemania        | 1 - 2             | Países Bajos          | Pitch 1, Estadio Yves-du-Manoir, Colombes |                                          |
|                    | Stapenhorst 44' | [Reporte Reporte] | Jansen 50' · Veen 54' | Árbitro(s): Amber Church Aleisha Neumann  | Árbitro(s): Amber Church Aleisha Neumann |

| 29 de julio, 20:15 | Francia | 0 - 5             | Bélgica                                                           | Pitch 2, Estadio Yves-du-Manoir, Colombes |                                       |
|                    |         | [Reporte Reporte] | Rasir 7' · Ballenghien 12', 52' · Gerniers 18' · Vanden Borre 37' | Árbitro(s): Liu Xiaoying Raghu Prasad     | Árbitro(s): Liu Xiaoying Raghu Prasad |

| 31 de julio, 12:45 | Francia      | 1 - 5             | Alemania                                             | Pitch 1, Estadio Yves-du-Manoir, Colombes |                                         |
|                    | Lhopital 51' | [Reporte Reporte] | Lorenz 3', 52', 53' · Stapenhorst 11' · Wortmann 28' | Árbitro(s): Annelize Rostron Emi Yamada   | Árbitro(s): Annelize Rostron Emi Yamada |

| 31 de julio, 17:00 | Bélgica                                        | 3 - 0             | Japón | Pitch 1, Estadio Yves-du-Manoir, Colombes |                                           |
|                    | Brasseur 28' · Englebert 29' · Ballenghien 52' | [Reporte Reporte] |       | Árbitro(s): Gabriel Labate Ayanna McClean | Árbitro(s): Gabriel Labate Ayanna McClean |

| 31 de julio, 20:15 | Países Bajos                                                        | 6 - 0             | China | Pitch 1, Estadio Yves-du-Manoir, Colombes   |                                             |
|                    | Jansen 4', 22' · Dicke 12' · Verschoor 13' · Albers 25' · Matla 45' | [Reporte Reporte] |       | Árbitro(s): Aleisha Neumann Hannah Harrison | Árbitro(s): Aleisha Neumann Hannah Harrison |

| 1 de agosto, 19:45 | Japón        | 1 - 0 | Francia | Pitch 1, Estadio Yves-du-Manoir, Colombes   |                                             |
|                    | Toriyama 12' |       |         | Árbitro(s): Rachel Williams Aleisha Neumann | Árbitro(s): Rachel Williams Aleisha Neumann |

| 2 de agosto, 10:00 | China             | 2 - 4             | Alemania                               | Pitch 1, Estadio Yves-du-Manoir, Colombes |                                           |
|                    | Dan 36' · Zou 55' | [Reporte Reporte] | Lorenz 12', 49' · Stapenhorst 17', 18' | Árbitro(s): Sarah Wilson Annelize Rostron | Árbitro(s): Sarah Wilson Annelize Rostron |

| 2 de agosto, 12:45 | Bélgica         | 1 - 3             | Países Bajos                            | Pitch 1, Estadio Yves-du-Manoir, Colombes |                                          |
|                    | Ballenghien 35' | [Reporte Reporte] | Sanders 6' · Jansen 13' · Verschoor 30' | Árbitro(s): Hannah Harrison Liu Xiaoying  | Árbitro(s): Hannah Harrison Liu Xiaoying |

| 3 de agosto, 10:30 | Países Bajos                                    | 5 - 1             | Japón          | Pitch 2, Estadio Yves-du-Manoir, Colombes |                                          |
|                    | Jansen 4' · Matla 9', 40' · Burg 14' · Veen 53' | [Reporte Reporte] | Kobayakawa 23' | Árbitro(s): Rachel Williams Sarah Wilson  | Árbitro(s): Rachel Williams Sarah Wilson |

| 3 de agosto, 17:00 | China                                                            | 7 - 1             | Francia        | Pitch 1, Estadio Yves-du-Manoir, Colombes |                                          |
|                    | Li 9', 25' · Chen Ya. 16', 55' · Zhong 33' · Zhang 41' · Dan 48' | [Reporte Reporte] | Delemazure 22' | Árbitro(s): Alison Keogh Aleisha Neumann  | Árbitro(s): Alison Keogh Aleisha Neumann |

| 3 de agosto, 19:45 | Alemania | 0 - 2             | Bélgica                       | Pitch 1, Estadio Yves-du-Manoir, Colombes |                                          |
|                    |          | [Reporte Reporte] | Struijk 13' · Ballenghien 17' | Árbitro(s): Irene Presenqui Wanri Venter  | Árbitro(s): Irene Presenqui Wanri Venter |

### Grupo B
| Pos. | Equipo         | Pts. | PJ | G | E | P | GF | GC | Dif. | Clasificación    |
| ---- | -------------- | ---- | -- | - | - | - | -- | -- | ---- | ---------------- |
| 1    | Australia      | 13   | 5  | 4 | 1 | 0 | 15 | 5  | +10  | Cuartos de final |
| 2    | Argentina      | 13   | 5  | 4 | 1 | 0 | 16 | 7  | +9   | Cuartos de final |
| 3    | España         | 7    | 5  | 2 | 1 | 2 | 6  | 7  | −1   | Cuartos de final |
| 4    | Reino Unido    | 6    | 5  | 2 | 0 | 3 | 8  | 12 | −4   | Cuartos de final |
| 5    | Estados Unidos | 4    | 5  | 1 | 1 | 3 | 5  | 13 | −8   |                  |
| 6    | Sudáfrica      | 0    | 5  | 0 | 0 | 5 | 4  | 10 | −6   |                  |

 Fuente: FIH
Criterios de clasificación: 1) puntos; 2) partidos ganados; 3) diferencia de goles; 4) goles a favor; 5) resultado cara a cara; 6) tiros de campo marcados.
| 27 de julio, 19:45 | Argentina                                                    | 4 - 1   | Estados Unidos | Pitch 1, Estadio Yves-du-Manoir, Colombes |                                          |
|                    | Sánchez Moccia 18' · Gorzelany 29' · Jankunas 44' · Díaz 47' | Reporte | Sessa 33'      | Árbitro(s): Aleisha Neumann Wanri Venter  | Árbitro(s): Aleisha Neumann Wanri Venter |

| 28 de julio, 12:45 | Australia                    | 2 - 1   | Sudáfrica   | Pitch 1, Estadio Yves-du-Manoir, Colombes |                                        |
|                    | Kershaw 16' · T. Stewart 40' | Reporte | De Waal 14' | Árbitro(s): Emi Yamada Rachel Williams    | Árbitro(s): Emi Yamada Rachel Williams |

| 28 de julio, 13:15 | Reino Unido | 1 - 2   | España                   | Pitch 2, Estadio Yves-du-Manoir, Colombes |                                           |
|                    | Ansley 4'   | Reporte | L. Barrios 4' · Riera 9' | Árbitro(s): Annelize Rostron Liu Xiaoying | Árbitro(s): Annelize Rostron Liu Xiaoying |

| 29 de julio, 13:15 | España     | 1 - 1   | Estados Unidos | Pitch 2, Estadio Yves-du-Manoir, Colombes |                                        |
|                    | García 20' | Reporte | Gladieux 14'   | Árbitro(s): Cookie Tan Rachel Williams    | Árbitro(s): Cookie Tan Rachel Williams |

| 29 de julio, 17:00 | Reino Unido | 0 - 4   | Australia                                                  | Pitch 1, Estadio Yves-du-Manoir, Colombes |                                          |
|                    |             | Reporte | Greiner 17' · Arnott 19' · T. Stewart 46' · G. Stewart 52' | Árbitro(s): Alison Keogh Irene Presenqui  | Árbitro(s): Alison Keogh Irene Presenqui |

| 29 de julio, 17:30 | Sudáfrica              | 2 - 4   | Argentina                              | Pitch 2, Estadio Yves-du-Manoir, Colombes   |                                             |
|                    | Louw 15' · De Waal 29' | Reporte | Gorzelany 17', 49', 52' · Jankunas 53' | Árbitro(s): Ayanna McClean Laurine Delforge | Árbitro(s): Ayanna McClean Laurine Delforge |

| 31 de julio, 10:00 | Argentina                       | 2 - 1   | España    | Pitch 1, Estadio Yves-du-Manoir, Colombes |                                          |
|                    | Gorzelany 6' · Trinchinetti 21' | Reporte | Riera 34' | Árbitro(s): Hannah Harrison Alison Keogh  | Árbitro(s): Hannah Harrison Alison Keogh |

| 31 de julio, 10:30 | Sudáfrica  | 1 - 2   | Reino Unido               | Pitch 2, Estadio Yves-du-Manoir, Colombes |                                     |
|                    | De Waal 6' | Reporte | Costello 19' · French 42' | Árbitro(s): Amber Church Cookie Tan       | Árbitro(s): Amber Church Cookie Tan |

| 31 de julio, 13:15 | Australia                           | 3 - 0   | Estados Unidos | Pitch 2, Estadio Yves-du-Manoir, Colombes |                                          |
|                    | Taylor 3' · Arnott 29' · Brooks 53' | Reporte |                | Árbitro(s): Liu Xiaoying Rachel Williams  | Árbitro(s): Liu Xiaoying Rachel Williams |

| 1 de agosto, 17:00 | Estados Unidos | 2 - 5   | Reino Unido                                            | Pitch 1, Estadio Yves-du-Manoir, Colombes |                                          |
|                    | Tamer 7', 29'  | Reporte | Hamilton 4' · Howard 14', 25' · French 35' · Jones 39' | Árbitro(s): Steve Rodgers Ayanna McClean  | Árbitro(s): Steve Rodgers Ayanna McClean |

| 1 de agosto, 17:30 | España       | 1 - 0   | Sudáfrica | Pitch 2, Estadio Yves-du-Manoir, Colombes |                                        |
|                    | Iglesias 15' | Reporte |           | Árbitro(s): Emi Yamada Hannah Harrison    | Árbitro(s): Emi Yamada Hannah Harrison |

| 1 de agosto, 20:15 | Argentina                            | 3 - 3   | Australia                               | Pitch 2, Estadio Yves-du-Manoir, Colombes |                                       |
|                    | Casas 10' · Sauze 10' · Granatto 50' | Reporte | Nobbs 37' · Kershaw 45+' · Williams 60' | Árbitro(s): Wanri Venter Amber Church     | Árbitro(s): Wanri Venter Amber Church |

| 3 de agosto, 10:00 | Reino Unido | 0 - 3   | Argentina                              | Pitch 1, Estadio Yves-du-Manoir, Colombes |                                         |
|                    |             | Reporte | Raposo 34' · Albertario 35' · Díaz 55' | Árbitro(s): Laurine Delforge Emi Yamada   | Árbitro(s): Laurine Delforge Emi Yamada |

| 3 de agosto, 12:45 | Australia                           | 3 - 1   | España    | Pitch 1, Estadio Yves-du-Manoir, Colombes |                                         |
|                    | Arnott 2' · Kershaw 55' · Nobbs 59' | Reporte | Riera 43' | Árbitro(s): Ayanna McClean Amber Church   | Árbitro(s): Ayanna McClean Amber Church |

| 3 de agosto, 13:15 | Estados Unidos | 1 - 0   | Sudáfrica | Pitch 2, Estadio Yves-du-Manoir, Colombes |                                        |
|                    | Sholder 43'    | Reporte |           | Árbitro(s): Hannah Harrison Cookie Tan    | Árbitro(s): Hannah Harrison Cookie Tan |

## Fase final

### Cuadro
|  | Cuartos de final       | Cuartos de final       |                        |       | Semifinales            | Semifinales            |  |  | Final | Final |
|  |                        |                        |                        |       |                        |                        |  |  |       |       |
|  | 5 de agosto - Colombes |                        |                        |       |                        |                        |  |  |       |       |
|  |                        |                        |                        |       |                        |                        |  |  |       |       |
|  | Países Bajos           | 3                      |                        |       |                        |                        |  |  |       |       |
|  | Países Bajos           | 3                      | 7 de agosto - Colombes |       |                        |                        |  |  |       |       |
|  | Reino Unido            | 1                      |                        |       |                        |                        |  |  |       |       |
|  | Reino Unido            | 1                      | Países Bajos           | 3     |                        |                        |  |  |       |       |
|  | 5 de agosto - Colombes |                        | Países Bajos           | 3     |                        |                        |  |  |       |       |
|  |                        | Argentina              | 0                      |       |                        |                        |  |  |       |       |
|  | Argentina (p.)         | Argentina              | 0                      | 1 (2) |                        |                        |  |  |       |       |
|  | Argentina (p.)         |                        | 9 de agosto - Colombes | 1 (2) |                        |                        |  |  |       |       |
|  | Alemania               | 1 (0)                  |                        |       |                        |                        |  |  |       |       |
|  | Alemania               | 1 (0)                  | Países Bajos (p.)      | 1 (3) |                        |                        |  |  |       |       |
|  | 5 de agosto - Colombes |                        | Países Bajos (p.)      | 1 (3) |                        |                        |  |  |       |       |
|  |                        | China                  | 1 (1)                  |       |                        |                        |  |  |       |       |
|  | Bélgica                | China                  | 1 (1)                  | 2     |                        |                        |  |  |       |       |
|  | Bélgica                | 7 de agosto - Colombes |                        | 2     |                        |                        |  |  |       |       |
|  | España                 | 0                      |                        |       |                        |                        |  |  |       |       |
|  | España                 | 0                      | Bélgica                | 1 (2) |                        |                        |  |  |       |       |
|  | 5 de agosto - Colombes |                        | Bélgica                | 1 (2) |                        |                        |  |  |       |       |
|  |                        | China (p.)             | 1 (3)                  |       | Tercer y cuarto puesto | Tercer y cuarto puesto |  |  |       |       |
|  | Australia              | China (p.)             | 1 (3)                  | 2     | Tercer y cuarto puesto | Tercer y cuarto puesto |  |  |       |       |
|  | Australia              |                        | 9 de agosto - Colombes | 2     |                        |                        |  |  |       |       |
|  | China                  | 3                      |                        |       |                        |                        |  |  |       |       |
|  | China                  | 3                      | Argentina (p.)         | 2 (3) |                        |                        |  |  |       |       |
|  |                        |                        |                        |       |                        |                        |  |  |       |       |
|  | Bélgica                | 2 (1)                  |                        |       |                        |                        |  |  |       |       |
|  | Bélgica                | 2 (1)                  |                        |       |                        |                        |  |  |       |       |

### Cuartos de final
| 5 de agosto, 10:00 | Australia                   | 2 - 3   | China                        | Pitch 1, Estadio Yves-du-Manoir, Colombes |                                           |
|                    | Arnott 10' · T. Stewart 45' | Reporte | Ma 11' · Dan 20' · Zhong 35' | Árbitro(s): Annelize Rostron Wanri Venter | Árbitro(s): Annelize Rostron Wanri Venter |

| 5 de agosto, 12:30 | Argentina               | 1 - 1 (2 – 0 p.)           | Alemania                                  | Pitch 1, Estadio Yves-du-Manoir, Colombes    |                                              |
|                    | Jankunas 59'            | Reporte                    | Huse 57'                                  | Árbitro(s): Laurine Delforge Aleisha Neumann | Árbitro(s): Laurine Delforge Aleisha Neumann |
|                    |                         | Tiros desde el punto penal |                                           |                                              |                                              |
|                    | Casas · Jankunas · Díaz |                            | Weidemann · Huse · Fleschütz · Zimmermann |                                              |                                              |

| 5 de agosto, 17:30 | Países Bajos                 | 3 - 1   | Reino Unido | Pitch 1, Estadio Yves-du-Manoir, Colombes |                                          |
|                    | De Waard 1' · Fokke 30', 46' | Reporte | French 20'  | Árbitro(s): Liu Xiaoying Irene Presenqui  | Árbitro(s): Liu Xiaoying Irene Presenqui |

| 5 de agosto, 20:00 | Bélgica | 2 - 0 | España | Pitch 1, Estadio Yves-du-Manoir, Colombes |  |
|                    |         |       |        | Árbitro(s): Alison Keogh Ayanna McClean   |  |

### Semifinales
| 7 de agosto, 14:00 | Países Bajos                         | 3 - 0   | Argentina | Pitch 1, Estadio Yves-du-Manoir, Colombes |                                           |
|                    | Fokke 21' · Nunnink 26' · Jansen 35' | Reporte |           | Árbitro(s): Laurine Delforge Sarah Wilson | Árbitro(s): Laurine Delforge Sarah Wilson |

| 7 de agosto, 19:00 | Bélgica                                              | 1 - 1 (2 – 3 p.)           | China                | Pitch 1, Estadio Yves-du-Manoir, Colombes |                                          |
|                    |                                                      | Reporte                    |                      | Árbitro(s): Amber Church Aleisha Neumann  | Árbitro(s): Amber Church Aleisha Neumann |
|                    |                                                      | Tiros desde el punto penal |                      |                                           |                                          |
|                    | Englebert · Blockmans · Ballenghien · Rasir · Marien |                            | Chen · He · Zou · Ma |                                           |                                          |

### Medalla de bronce
| 9 de agosto, 14:00 | Argentina | 2 - 2 (3 – 1 p.) | Bélgica | Pitch 1, Estadio Yves-du-Manoir, Colombes |  |

### Medalla de oro
| 9 de agosto, 20:00 | Países Bajos | 1 - 1 (3 – 1 p.) | China | Pitch 1, Estadio Yves-du-Manoir, Colombes |  |